# Godega di Sant’Urbano
Godega di Sant'Urbano település Olaszországban, Veneto régióban, Treviso megyében. Lakosainak száma 5971 fő (2023. január 1.). Godega di Sant’Urbano Codogne, Gaiarine, San Fior, Colle Umberto, Cordignano és Orsago községekkel határos.

## Népesség
A település népességének változása:
| Lakosok száma | 6037 | 6034 | 5971 |
|               | 2017 | 2018 | 2023 |